# Marinus Valentijn
Marinus Valentijn (né le 21 octobre 1900 à Sint Willebrord et mort le 3 novembre 1991 à Sint Willebrord) est un coureur cycliste néerlandais. Troisième du championnat du monde sur route de 1933, il a été champion des Pays-Bas sur route en 1932 et 1935. En 1935, il s'est classé dixième de la première édition du Tour d'Espagne.
Au début de l'année 1933, une participation de Marinus Valentijn au Tour du France a été envisagée, sans succès. Cela aurait fait de lui le premier Néerlandais à disputer la « grande boucle ».

## Palmarès
- 1929
  - La Haye-Bruxelles
- 1930
  - La Haye-Bruxelles
- 1932
  -  Champion des Pays-Bas sur route
  - Tour du Brabant du Nord-Est
  - 6e du championnat du monde sur route
- 1933
  - 3e du championnat des Pays-Bas sur route
  - 3e du Grand Prix des Nations
  - 3e du championnat du monde sur route
- 1935
  -  Champion des Pays-Bas sur route

### Tour d'Espagne
1 participation
- 1935 : 10e